# Гурловка
Гурловка — река в России, протекает по Тосненскому району Ленинградской области.
Образуется при слиянии ручьёв Чёрный и Мельничный на южной окраине Шапок.
Сливаясь с Иголинкой, образует Войтоловку, являясь её правой составляющей. Длина реки вместе с её левой составляющей — Мельничным — составляет 16 км.

## Данные водного реестра
По данным государственного водного реестра России относится к Балтийскому бассейновому округу, водохозяйственный участок реки — Нева, речной подбассейн реки — Нева и реки бассейна Ладожского озера (без подбассейна Свирь и Волхов, российская часть бассейнов). Относится к речному бассейну реки Нева (включая бассейны рек Онежского и Ладожского озера).
Код объекта в государственном водном реестре — 01040300312102000008715.